# Деркач Альберт Якович
Альбе́рт Я́кович Дерка́ч (13 червня 1935 — 17 лютого 2008) — український графік і дизайнер. Член Національної спілки художників України (з 1999 року).

## Життєпис
Народився в місті Артемівськ, нині — Бахмут, Донецької області.
У 1959 році закінчив Київське ПТУ, де навчався у Л. О. Писаренка.
Протягом 1956—1960 років працював: декоратором Київського драматичного театру імені Івана Франка, художником комбінованих зйомок на кіностудії імені Олександра Довженка, графіком «Укррекламфільму».
У 1960—1990 роках — оформлювач Київського комбінату монументально-декоративного мистецтва. На цій посаді протягом 1961—1987 років здійснив художньо-декоративне проектування павільйонів ВДНГ Української РСР «Хімія», «Металургія», «Будівельний», «Машинобудування» (м. Київ). У 1978 році розробив проект краєзнавчого музею (м. Первомайськ, Миколаївська область).
У 1990—1992 роках — генеральний директор київської фірми «Мілада». Під його керівництвом у 1992 році виконано комплексне проектування міста Могоча (Читинська область, Росія).
Також А. Я. Деркач є автором проектів: екстер'єру Промінвестбанку (Київ, 1996), реконструкції та оформлення кафе «Морозиво» (Київ, 1996).
Автор ескізів костюмів до вистави «Весняна фантазія» у Київському цирку та рекламного оформлення цирку протягом 1996—2002 років.